# Odontochernes cervus
Odontochernes cervus es una especie de arácnido  del orden Pseudoscorpionida de la familia Chernetidae.

## Distribución geográfica
Se encuentra en Surinam y Brasil.